# August Franzén

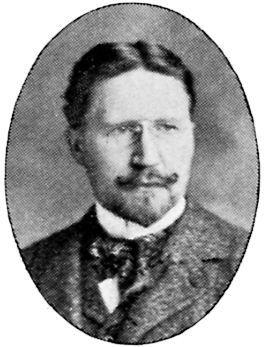
August Franzén.

August Franzén, född 4 februari 1863 i Drothem, Östergötlands län, död 1938 i USA, var en svensk porträttmålare. 
Han var son till lantbrukaren Frans Johan Jonsson och Matilda Josefina Kanon och från 1924 gift med Henriette Léone Baumgarden. Efter skolstudier i Norrköping där han även genomgick den Tekniska skolan for han som 18-åring till Amerika, där han försörjde sig på att göra illustrationer och akvareller för olika tidskrifter. I Chicago kom han i kontakt med den franske målaren Paul Philippoteaux som engagerade honom som medhjälpare vid utförandet av flera stora panoramor från det amerikanska inbördeskriget.
Efter fyra år i Amerika återvände Franzén till Sverige och studerade en kortare tid för Carl Larsson på Valand i Göteborg och 1886 for han till Paris där han studerade för Pascal Dagnan-Bouveret och Raphaël Collin på Académie Julian i Paris. Han återvände till Amerika 1891 och bosatte sig i New York. Han kom huvudsakligen att måla genrebilder med motiv från arbetarklassens och det lantliga folkets liv. Han fortsatte sina studier i porträttmåleri under studieresor till Spanien, Paris och London och blev runt sekelskiftet en av de stora porträttmålarna på modet bland de amerikanska celebriteterna. Han tilldelades utställningsmedaljer ett flertal gånger, bland annat bronsmedalj i Chicago 1893, Paris 1900 och silvermedalj i Buffalo 1901. Han var en av initiativtagarna till uppförandet av konstnärshuset The Gainsborough Studio i New York. Han blev 1920 ledamot av The National Academy of Design och är den andre efter Lars Gustaf Sellstedt som hedrats med denna utmärkelse. 
Bland hans målningar märks bland annat ett porträtt av president William Howard Taft. som sedan 1913 hänger på Yale-universitetet. Franzén är representerad med ett porträtt av greve F. U. Wrangel vid Statens porträttsamling och vid ett flertal museer i USA samt andra offentliga samlingar. I Sverige finns Franzén representerad vid bland annat Norrköpings konstmuseum.